# Гојас
Гојас (порт. Goiás) је једна од држава Бразила која се налази у његовом централном делу. Име Гојас, потиче од имена једног индијанског насеља. Иначе на језику локалних индијанаца, реч Гојас настала је од индијанске речи guaiá, што значи „иста особа“ или „људи истог порекла“. Држава се налази у самом центру Бразила и највећа је држава централног региона. У сушном периоду од јуна до септембра, ниво реке Арагуја падне и направи плаже која су природна атракција. У националном парку Емаш, може се видети флора и фауна типична за овај регион. Гојас се граничи са државама Токантинс, Баија, Минас Жераис, Федералним дистриктом, као и државама Мато Гросо до Сул и Мату Гросу. Шапада дош Ведеирош је подручје познато по кањонима, долинама и водопадима. Друге атракције у држави су стари град Гојаш, удаљен 132 км. од главног града Гојаније, као и град Калдаш Новаш, познатим по својим изворима топле воде.

## Географија
Гојас цела својом дужином лежи на подручју познатом као Бразилско горје, просечне надморске висине између 750 и 900 м. изнад површине мора где се формира значајан речни систем. Кроз јужни део Гојаса протиче река Паранаиба притока реке Паране, на истоку је река Сан Франциско, а на северу се налазе Арагуја и Токантинс са својима притокама. Највећи врх је Поужо Алто са 1676 м. надморске висине.
Клима је претежно тропско са просечном температуром 26 °C у топлом, и 22 °C у хладном периоду. Сезона падавина подељена је на кишни период (октобар-март), и суви период (април-септембар). 
Велики централни регион Бразила који чине државе Гојас, Мату Гросу, Мато Гросо до Сул и Федерални дистрикт, има највећи прираштај становништва. Становништво Гојаса се утростручило у периоду од 1950. године до 1980. године и даље има тренд раста. Ипак, изузевши територију главног града Гојаније, остали делови Гојаса, су јако слабо насељени.

## Историја
Први покрети колонизатора у унутрашњост Бразила били су у 17. веку. Истраживач Бартоломеу Буено де Силва, открио је 1682. године злато у реци Арагуја. Насеље које је ту створено, названо је Санта Ана, а касније је постало Гојаш, некада главни град. Велико, још увек неистражено подручје 1744. године добија статус капетаније, а 1822. године добија статус провинције, 1889. године постаје држава. С обзиром да Бразилски Устав из 1891. године прописао да главни град Бразила мора бити пресељен у централни део државе, 1956. године територија државе Гојас је изабрана за изградњу главног града, тако је настала Бразилија. Све државне институције званично су почеле са радом у Бразилији 1960. г.
Гојанија, главни и највећи град државе Гојас, изграђен 1933. године како би заменио стари и нефункционални главни град Гојас. Гојанија је један од градова са најбржим растом, и изабран је за један од најбољих градова за живот у целом Бразилу.
С обзиром на величину државе Гојас од 600.000 km², комуникација између појединих делова државе била је јако тешка. Северни део Гојаса био је потпуно запуштен од владе која се налазила на југу, и почели су покрети за отцепљење. Северни део државе прогласио је отцепљење 1989. године и тако је настала нова држава, Токантинс.

## Демографија
Према статистичким подацима из 2008. године. Гојас има 5.8 мил. становника, што је 16.9 ст.*/km².

## Економија
Услужни сектор представља 43,9% БДП државе Гојас, прати га индустријски сектор са 35,4% и пољопривреда са 20,7%. Гојас извози: соју 49,2%, говеђе месо 10,5%, злато 9%, остале врсте меса 7,5%, гвожђе 7,4% и кожу 4%.
Гојас је водећа бразилска држава у узгајању житарица. У 2000. години број грла стоке био је око 18 милиона, што износи око 4 говеда по глави становника, једино државе Минас Жераис и Рио Гранди до Сул, производе већи број говеда. Рударство је такође у великој мери заступљено, производе се никл, гвожђе, злато, ниобијум, фосфат и сребро.